# Tuilerie
Pour les articles homonymes, voir tuileries.
 (juillet 2008).
Si vous disposez d'ouvrages ou d'articles de référence ou si vous connaissez des sites web de qualité traitant du thème abordé ici, merci de compléter l'article en donnant les références utiles à sa vérifiabilité et en les liant à la section « Notes et références ».
Une tuilerie est un établissement artisanal ou industriel qui produit des tuiles.

## Localisation
Étant grandes consommatrices d'argile, de sable et d'énergie, les tuileries se trouvent généralement dans les régions où l'argile est abondante (généralement dans les plaines, en dessous de 500 mètres d'altitude) et où l'on trouve aussi du sable, et à proximité de zone enforestées (pour les plus anciennes, car les tuiles étaient autrefois cuites au bois), ou à proximité d'un canal et/ou d'une voie ferrée qui permettait qu'on y apporte le charbon, et qu'on exporte les tuiles. Les tuileries modernes fonctionnent souvent au fioul et/ou au gaz naturel.

## Environnement
Les tuileries et briqueteries ont deux grands types d'impacts environnementaux, à pondérer au regard de leur capacité à valoriser des ressources locales, en limitant le transport polluant de matériaux sur de grandes distances :
- elles consomment de grandes quantités d'énergie et contribuent ainsi aux émissions de gaz à effet de serre ;
- leurs carrières peuvent avoir des impacts éco-paysagers importants. Ces impacts peuvent parfois être positifs avec l'installation de zones humides spontanément recolonisées par une biodiversité qui profite de l'oligotrophie des milieux. Mais les impacts des carrières ont le plus souvent été négatifs, car elles ont dans le passé presque toutes servi de décharge (municipales, industrielles, publiques ou privées). En théorie, s'il reste une couche d'argile importante sous-jacente, le risque pour la nappe est limité, mais de nombreuses carrières ont été exploitées jusqu'au sable sous-jacent ou d'autres matériaux moins « étanches » que l'argile. De plus dans l'argile qui est un matériau feuilleté ; la circulation verticale de l'eau et des polluants est très limitée, mais c'est moins vrai pour leur circulation horizontale.

D'autre part, si la carrière recueille des eaux polluées par les nitrates, phosphates ou eaux usées, ou d'autres polluants.

Enfin, certaines carrières ont aussi servi de site de concours de tir, d'entraînement militaire ou de site de ball-trap qui ont laissé des séquelles de pollution par le plomb notamment.
Lorsqu'il y a production de tuiles ou briques vernissées, des produits chimiques dangereux pour l'environnement peuvent être utilisés, et pour partie être présents dans les fumées. La pose des émaux sur la tuile, avant cuisson, a longtemps été faite à la main en posant la tuile encore humide sur un lit de poudre d'émaux, généralement par des femmes jugées plus habiles pour cette opération.

La plupart des fours n'ont jamais été équipés de filtres.
Ces usines ont longtemps utilisé du charbon et du fioul non désoufré, émetteurs de polluants (mercure, soufre contribuant aux pluies acides, poussières, etc.).
Les riverains des tuileries industrielles et/ou de leurs carrières se plaignent généralement du bruit et du passage des énormes camions et de leurs dégâts sur les routes ou chemins, de la boue laissée par les camions, et en été des poussières générées le long des axes de circulation ou par les tuiles cassées qui servent généralement de couvre-sol. Concernant ces impacts, on utilise plutôt le mot de nuisance que de pollution.

## Historique

Ancienne tuilerie à Lyon vers 1910

Les premières tuiles étaient moulées à la main. Grâce à la mécanisation, la productivité est passée en quelques années de quelques centaines de kilos ou tonnes par jour à des dizaines à centaines de tonnes[évasif][pas clair] (pour un nombre d'emplois très inférieur).

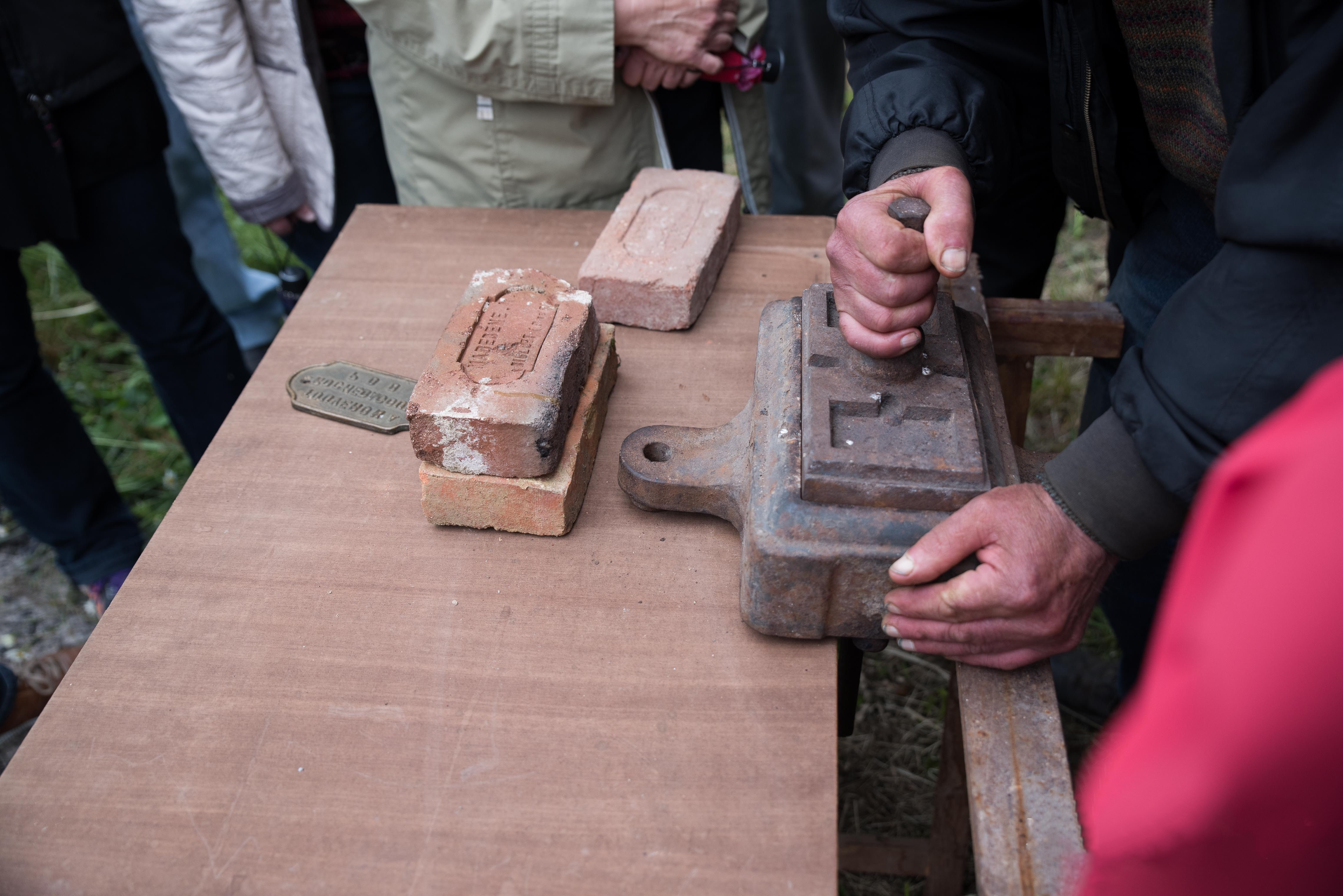
Moule à briques.

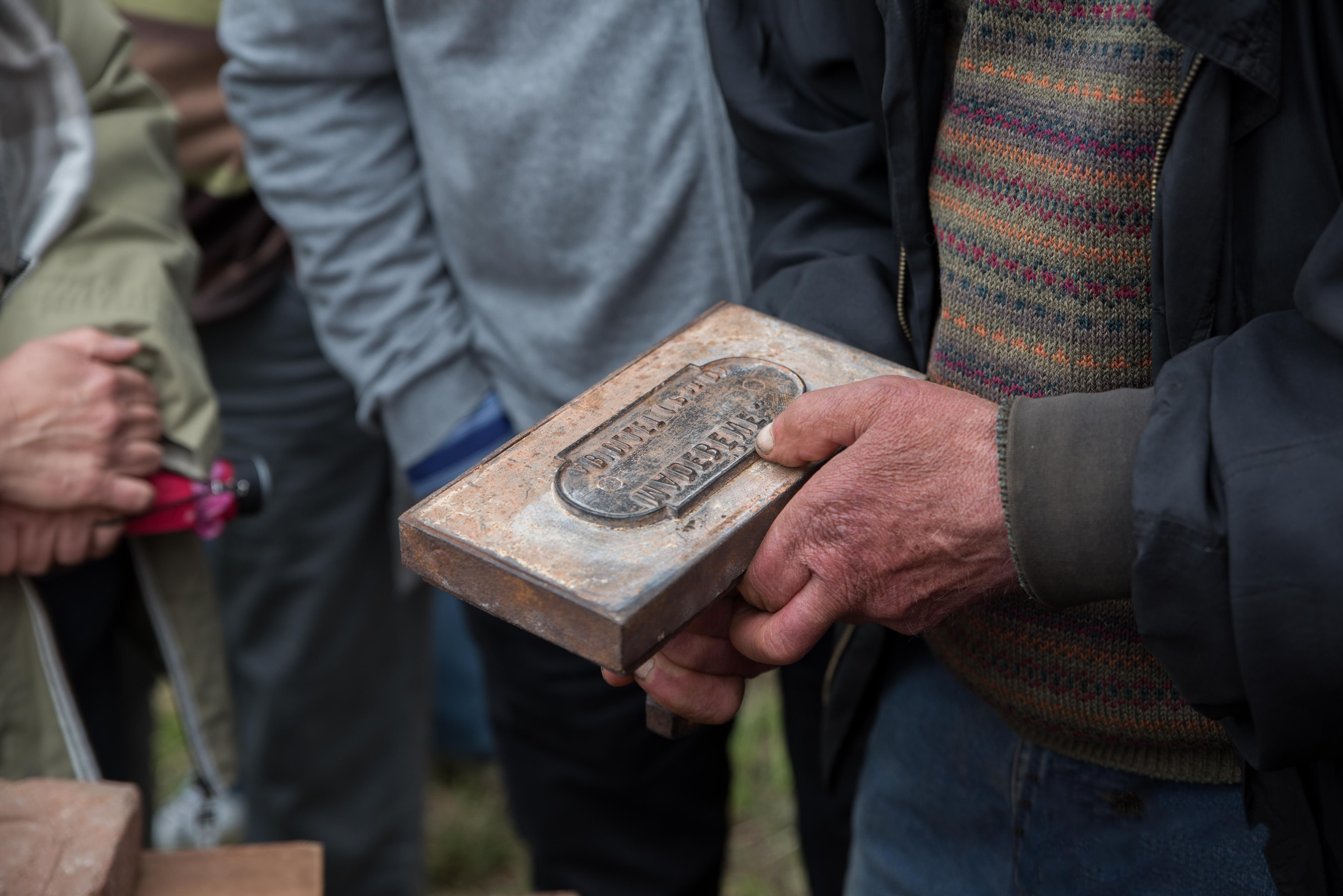
Plaque de laiton pour marquer les briques.

On fabriquait aussi des briques, elles, aussi, étaient moulées à la main à l'aide d'un moule. Ce moule permettait aussi de faire connaître l'entreprise de tuileries/briqueteries et servait à la réalisation de briques « publicitaires ». On y insérait une plaque en laiton indiquant le nom du fabricant et le lieu de fabrication (voir photos ci-jointes). Ces briques étaient souvent utilisées pour du parement de cheminées ou de fenêtres. Au début, la plupart des briqueteries et tuileries étaient artisanales et souvent créées par les paysans pour répondre au besoin local. Le développement de cette activité serait dû à la hausse des tarifs d'assurances pour les maisons en toits de chaume, qui étaient alors plus sensible au feu. En réalité, la cause du problème des toits de chaume viendrait plutôt du développement de la mécanisation agricole. Il s'avère que la coupe des végétaux, servant à la confection des toits, n'étaient plus d'aussi bonne qualité qu'une coupe réalisée à la main. De ce fait, l'essor des tuileries s’avéra une solution pour remplacer les toits de chaume, par des toits en tuiles. À terme, l'ardoise remplacera la tuile en argile, considérée par la suite, comme trop lourde pour les charpentes.
Les tuileries étaient suffisamment importantes pour avoir marqué de très nombreux lieux-dits et toponymes, par exemple à Paris, le quartier des Tuileries, le palais des Tuileries et le jardin des Tuileries.